# Steinweg 35 (Hötensleben)

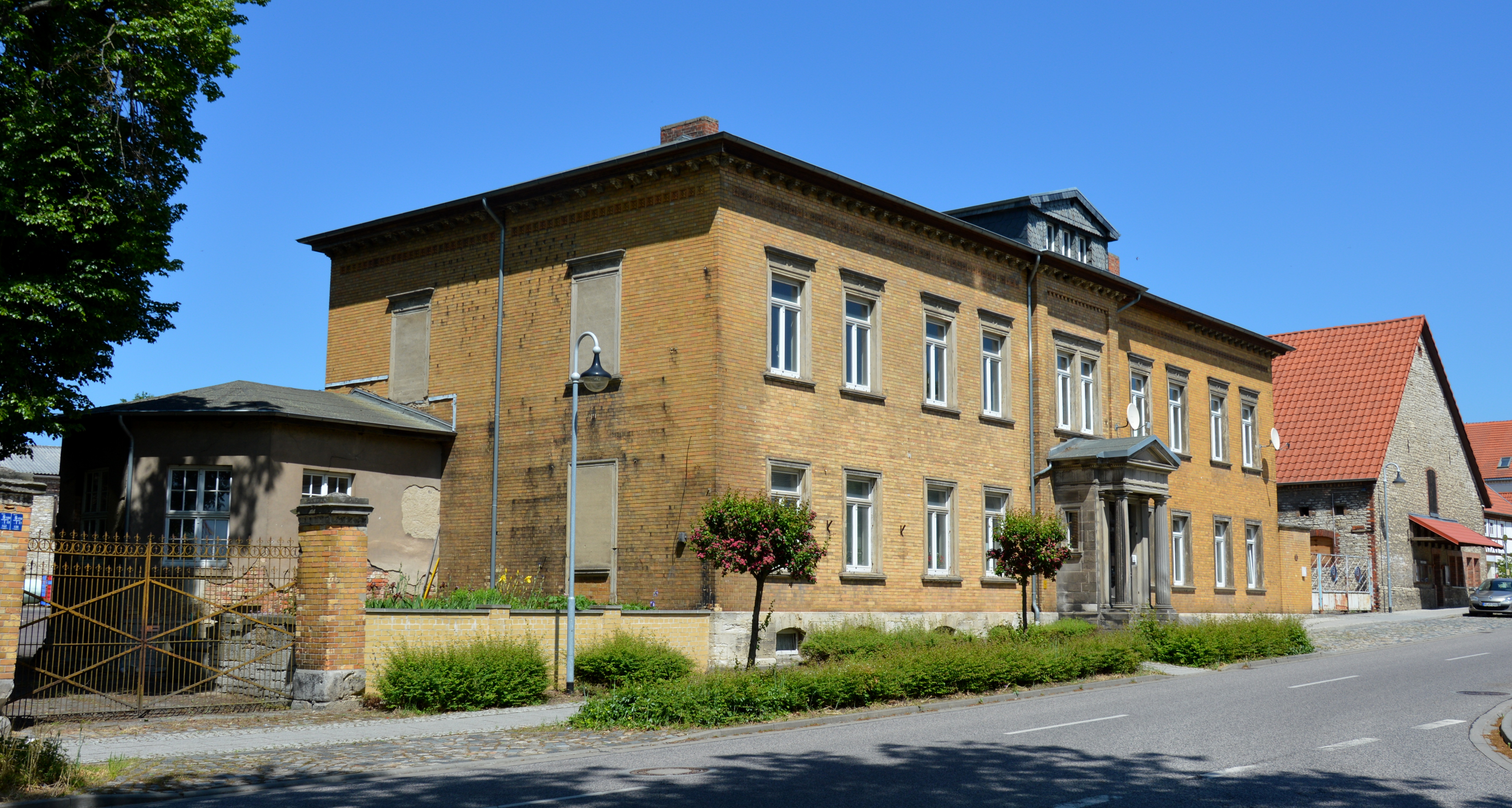
Bauernhof Steinweg 35

Der Steinweg 35 ist ein denkmalgeschützter Bauernhof in Hötensleben in Sachsen-Anhalt.

## Lage
Er befindet sich im Ortskern von Hötensleben auf der Nordseite des Steinwegs gegenüber der Einmündung der Bahnhofstraße.

## Geschichte und Architektur
Das traufständig an der Straße ausgerichtete, repräsentativ gestaltete Wohnhaus des Vierseitenhofs entstand nach einer am Gebäude befindlichen Inschrift im Jahr 1882. Das Eingangsportal des Hauses liegt mittig auf der Straßenseite und ist mit einem Säulenportikus umrahmt. Die übrige geschlossene Hofanlage stammt ebenfalls aus dem späten 19. Jahrhundert. Sie verfügt über eine Grundstückseinfriedung samt Toreinfahrt. Westlich des Hofs befand sich ursprünglich ein zum Gehöft gehörender Garten.
Im Denkmalverzeichnis für Hötensleben ist der Bauernhof unter der Erfassungsnummer 094 56126 als Baudenkmal verzeichnet.